# Dareysteel

Solomon Paul Ojo, conhecido artisticamente como Dareysteel e Golongolo  Master (11 de agosto de 1975) é um rapper espanhol.
Ele nasceu em Jesse , Delta Estado da Nigéria e viveu em estado de Anambra , antes de se mudar para Sevilha Espanha mais tarde se tornar um cidadão espanhol. Ele começou com a música aos 12 anos, mas fez a vida ser um músico e um produtor na Espanha desde 1998. 
Dareysteel lançou seu primeiro single de estréia em seleções Mixtapes promocionais em Madrid em 2003, mas ficou mais atenção por seu single " Boom Boom ", lançado em janeiro de 2014, nos EUA e vários países europeus, e aparecendo em vários gráficos. Dareysteel entrou em ribalta após o lançamento de seus singles "Boom Boom", "Agite o montante de Ya", " Celebration ", "Golongolo", e "Higher Fly", que recebeu airplay significativo. O "Celebration" video canção foi apresentada no Top40-Charts . Dareysteel foi descrito por Vanguard como "um dos cantores mais relevantes do mundo". Após a liberação do "Celebration" single do álbum que nada pode parar , ele anunciou que vai doar 50% do lucro de suas vendas de álbuns para várias organizações de caridade "em apoio às pessoas sem-teto e os bebês sem mãe".
Na primeira semana de abril de 2015, Dareysteel lançou um novo single, "Pump it Up", junto com "Get Down on the Floor", "Hold On", "How Come" e "Murder", em que ele fala contra violência, guerra e crime na África e no resto do mundo. Dareysteel de singles do álbum foram apresentados em gráficos em França gráficos Pure a primeira semana do lançamento do álbum.
Em 2016, Dareysteel lançou os álbuns Unbreakable (Março de 2016) e O Homem do Ano (maio de 2016); Ambos os álbuns e canções foram destaque na Charts em França gráficos puros. Dareysteel vê igualmente a música como uma ferramenta poderosa que pode ser usado para combater a injustiça e trazer mudanças positivas para a sociedade.  
Na segunda semana de julho de 2018, Dareysteel lançou um novo álbum, "intocável",   

## Discografia
- Dangerous
- Unstoppable
- unbreakable
- Man of the year
- untouchable

## Solteiros
- Fly Higher
- Twelve in the Midnight
- in the club
- Shake ya Booty
- Golongolo
- Celebration
- Boom Boom
- Sexy girl
- Changes
- Get Down on the Floor
- Hold on '
- How Come
- Pump it up
- Murder
- twerk it
- invisible
- Mariana
- i love your body